# Абатемарко (Салерно)
Абатемарко (итал. Abatemarco) је насеље у Италији у округу Салерно, региону Кампанија.
Према процени из 2011. у насељу је живело 309 становника. Насеље се налази на надморској висини од 453 м.